# Sergej Kotschkanjan
Sergej Lewonowitsch Kotschkanjan (armenisch Սերգեյ Կոչկանյան, russisch Сергей Левонович Кочканян; * 5. März 2003) ist ein armenisch-russischer Fußballspieler.

## Karriere

### Verein
Kotschkanjan begann seine Karriere beim FK Rostow. Im Juni 2020 debütierte er für die Profis in der Premjer-Liga, als er am 23. Spieltag der Saison 2019/20 gegen den FK Sotschi in der Halbzeitpause für Roman Romanow eingewechselt wurde. In jenem Spiel lief eine reine Jugendmannschaft der Rostower auf, nachdem die Profis aufgrund von COVID-Fällen unter Quarantäne gestellt worden waren. Rostow verlor die Partie mit 10:1.

### Nationalmannschaft
Kotschkanjan spielte im Juni 2021 erstmals für die armenische U-21-Auswahl.